# Karolina Straus
Karolina Straus, född 1833, död 1909, var en polsk ballerina. Hon var engagerad vid baletten på Nationalteatern, Warszawa, 1843–1862. Hon tillhörde sin samtids mer uppmärksammade artister.  